# William Wallace (wioślarz)
William Lawrence „Laurie” Wallace (ur. 16 sierpnia 1901 w Toronto, zm. 20 lipca 1967 w Keene) – kanadyjski wioślarz, srebrny medalista olimpijski.
Kształcił się na University of Toronto.
Wystąpił na igrzyskach olimpijskich w Paryżu w 1924, gdzie reprezentanci Kanady w składzie: Arthur Bell, Robert Hunter, William Langford, Harold Little, John Smith, Warren Snyder, Norman Taylor, William Wallace i Ivor Campbell (sternik) zdobyli srebrny medal w ósemkach. W finale o ponad 15 sekund przegrali z osadą Stanów Zjednoczonych. Był to jego jedyny start olimpijski.